# Bahnhof Hashimoto
Der Bahnhof Hashimoto (jap. 橋本駅, Hashimoto-eki) ist ein Bahnhof auf der japanischen Insel Honshū. Der bedeutende Verkehrsknotenpunkt befindet sich in der Präfektur Kanagawa auf dem Gebiet der Stadt Sagamihara. Hier treffen drei Bahnlinien aufeinander.

## Verbindungen
Hashimoto ist ein Trennungsbahnhof an der Yokohama-Linie, die von Hachiōji nach Higashi-Kanagawa führt. Von dieser zweigt hier die Sagami-Linie nach Chigasaki ab. Beide Linien werden von der Bahngesellschaft JR East betrieben. Ebenso ist Hashimoto die westliche Endstation der von Keiō Dentetsu betriebenen Keiō Sagamihara-Linie nach Chōfu.
Auf der Yokohama-Linie verkehren Eilzüge alle 20 Minuten von Hachiōji über Hashimoto und Yokohama nach Sakuragichō. Im Nahverkehr wird ein Zehn-Minuten-Takt zwischen Hachiōji und Yokohama angeboten, wobei häufig in Higashi-Kanagawa umgestiegen werden muss. Auf der Sagami-Linie verkehren Nahverkehrszüge während der morgendlichen und abendlichen Hauptverkehrszeit alle 15 Minuten, tagsüber alle 20 Minuten, spätabends im Halbstundentakt. Während der Hauptverkehrszeit fahren einzelne Züge von Hachiōji nach Chigasaki, ohne dass in Hashimoto umgestiegen werden muss. Auf der Keiō Sagamihara-Linie verkehren zahlreiche Nahverkehrs-, Eil- und Schnellzüge, die alle über Chōfu hinaus nach Shinjuku im Zentrum Tokios verkehren bzw. dort auf die Toei Shinjuku-Linie der U-Bahn Tokio durchgebunden werden. Tagsüber verkehren sechs bis neun Züge je Stunde, während der Hauptverkehrszeit bis zu zwölf Züge je Stunde.
Sowohl auf dem nördlichen als auch auf dem südlichen Bahnhofsvorplatz gibt es einen Busterminal, die zusammen von insgesamt 40 Linien der Gesellschaften Kanagawa Chūō Kōtsū, Kanagawa Chūō Kōtsū Higashi, Kanagawa Chūō Kōtsū Nishi und Keiō Bus Minami bedient werden.

## Anlage
Der Bahnhof steht im Zentrum des namensgebenden Stadtteils Hashimoto und ist von Nordwesten nach Südosten ausgerichtet. An der Nordseite der Anlage befindet sich der Bahnhofsteil von JR East mit acht Gleisen, von denen fünf dem Personenverkehr dienen. Diese liegen an einem Seitenbahnsteig und zwei Mittelbahnsteigen, die alle überdacht sind. Hinzu kommen drei Durchfahrts- und Abstellgleise. Darüber spannt sich das Empfangsgebäude in Form eines Reiterbahnhofs. An dessen nördliche Ende angebaut sind ein Æon-Supermarkt und das Einkaufszentrum mewe Hashimoto. Vom JR-Bahnhof führt ein gedeckter Übergang (mit mehreren Läden) zum Keiō-Bahnhof an der Südseite der Anlage. Es handelt sich dabei um einen dreigeschossigen Hochbahnhof mit zwei Gleisen an zwei Seitenbahnsteigen. In der oberen Ebene befinden sich die Bahnsteige, in der mittleren Ebene die Bahnsteigsperren, der Zugang zum JR-Bahnhof und weitere Läden. Das Dach wird von den Seitenwänden getragen, es gibt keine Stützpfeiler dazwischen. Zwischen den JR- und Keiō-Gleisen besteht aufgrund unterschiedlicher Spurweiten keine Verbindung.
Im Fiskaljahr 2018 nutzten durchschnittlich 164.974 Fahrgäste täglich den Bahnhof. Davon entfielen 66.136 auf JR East und 98.838 auf Keiō Dentetsu.

## Bilder

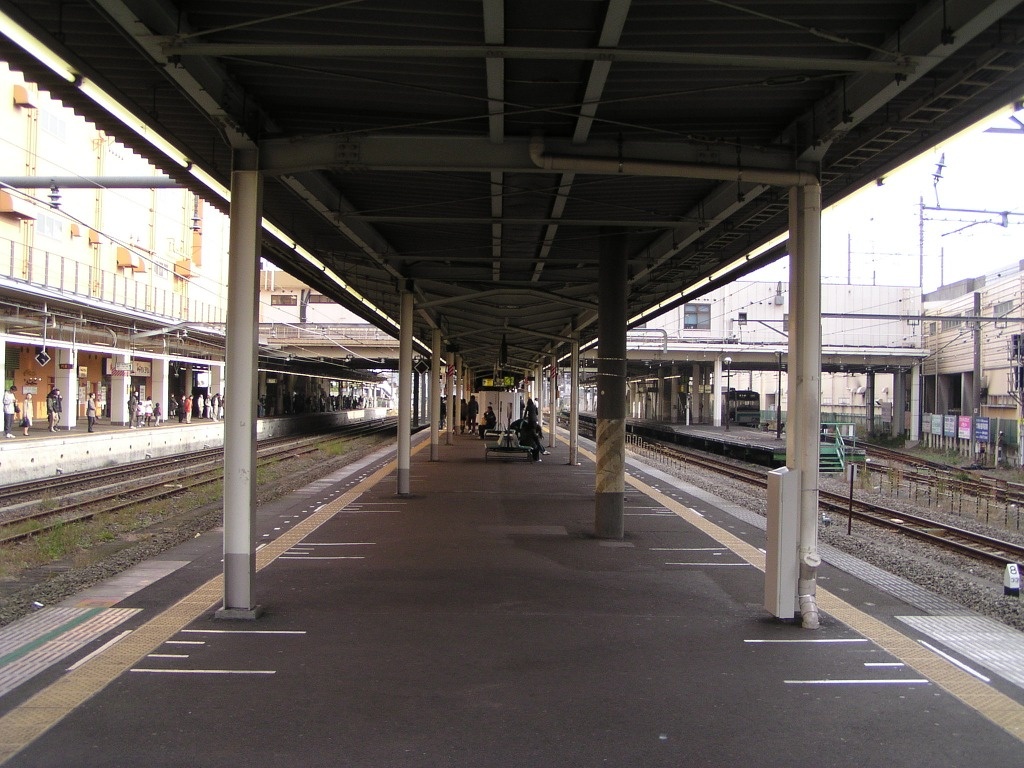
Bahnsteige von JR East
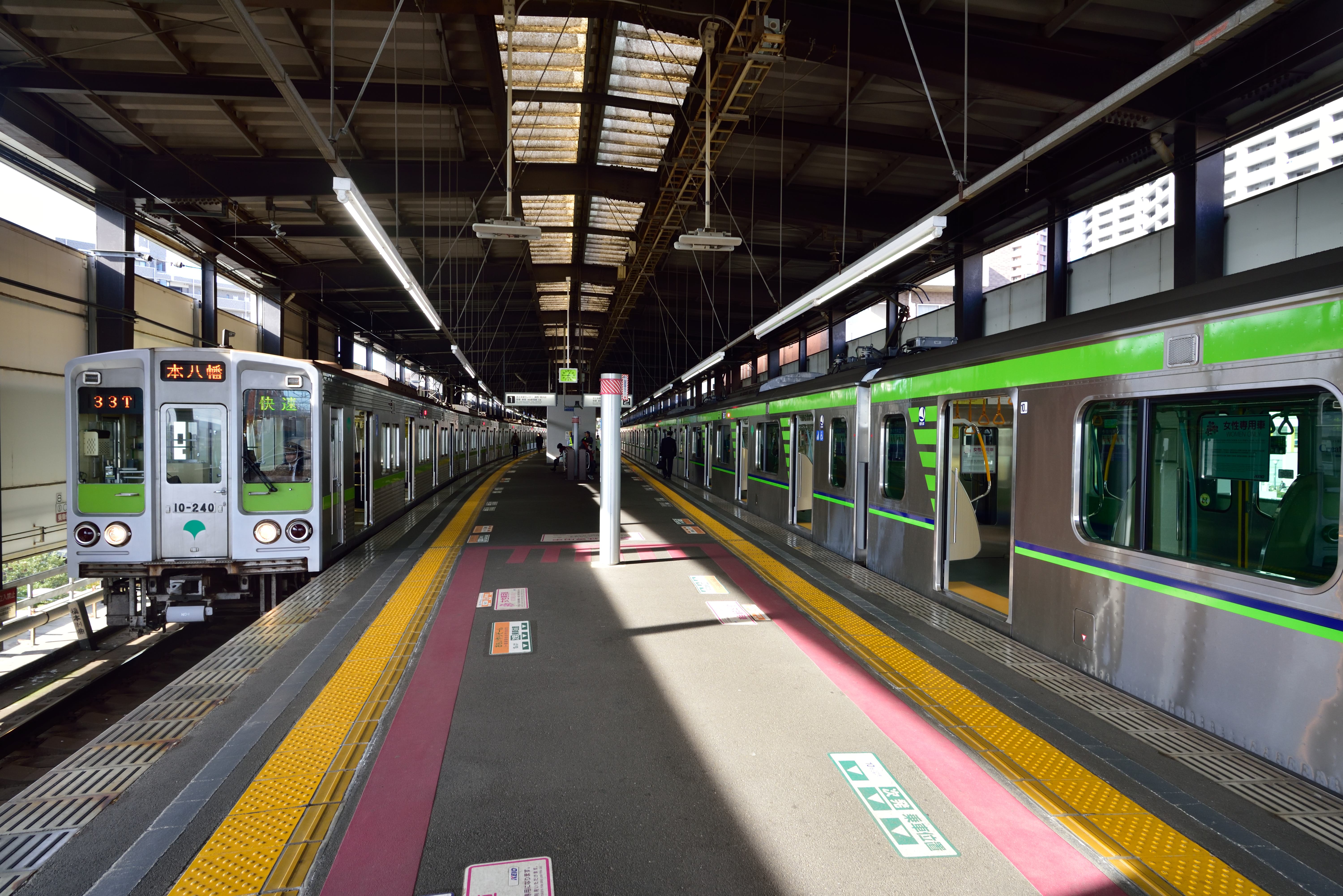
Bahnsteige von Keiō
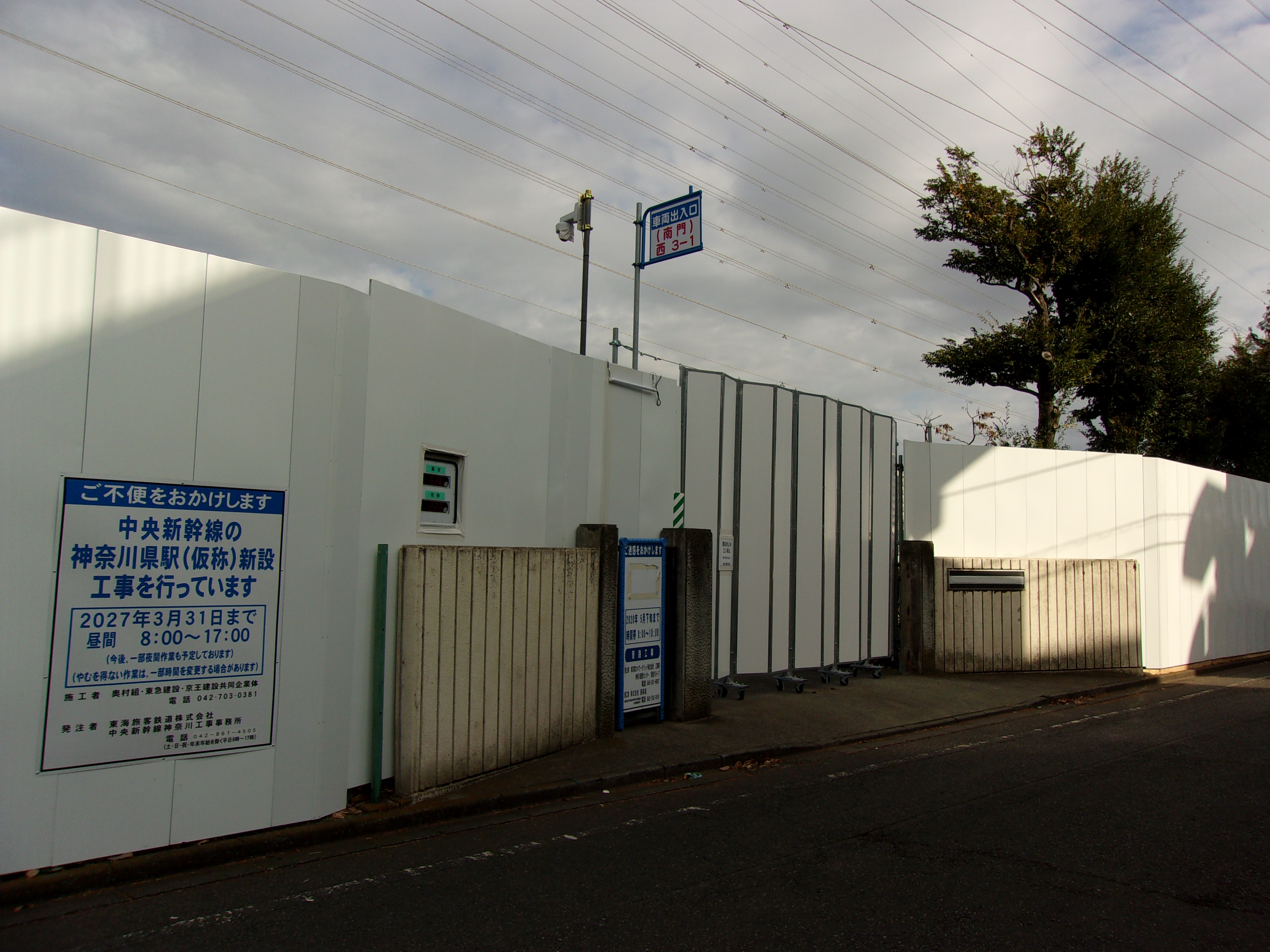
Baustelle für den Chūō-Shinkansen (Januar 2020)
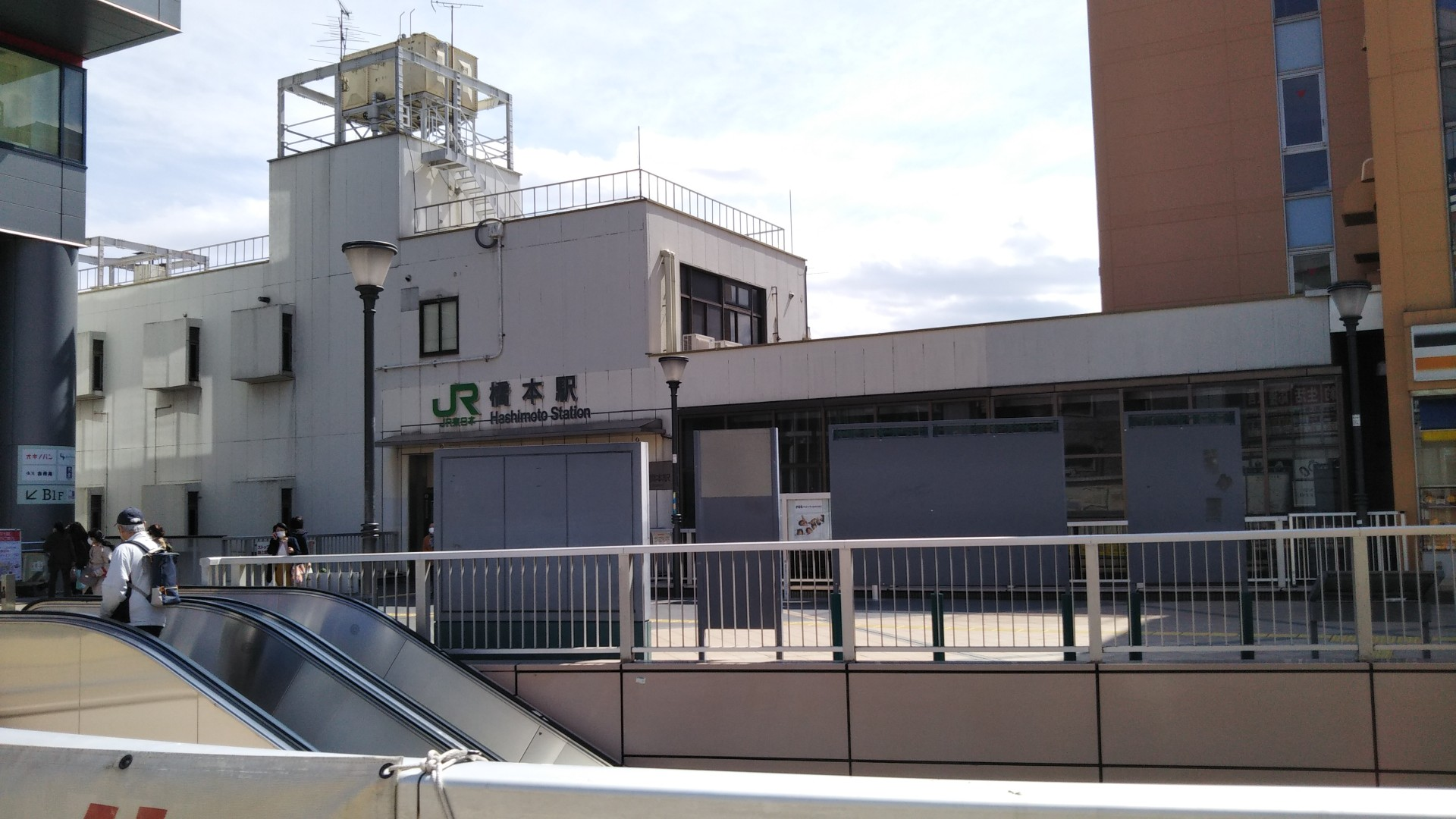
Nordeingang des Bahnhofs Hashimoto

## Gleise
JR East
| 1/2 | ▉ Yokohama-Linie | Machida • Shin-Yokohama • Yokohama • Sakuragichō    |
| 3   | ▉ Yokohama-Linie | Hachiōji                                            |
| 4/5 | ▉ Sagami-Linie   | Ebina • Atsugi • Chigasaki                          |
| 5   | ▉ Yokohama-Linie | Hachiōji (durchgehende Züge aus Richtung Chigasaki) |

Keiō Dentetsu
| 1/2 | ▉ Keiō Sagamihara-Linie | Tama Center • Chōfu • Meidaimae • Shinjuku |

## Linien
| Verlauf der Sagami-Linie |
| --- |
| Chigasaki • Kita-Chigasaki • Kagawa • Samukawa • Miyayama • Kurami • Kadosawabashi • Shake • Atsugi • Ebina • Iriya • Sōbudaishita • Shimomizo • Harataima • Banda • Kamimizo • Minami-Hashimoto • Hashimoto |

| Verlauf der Yokohama-Linie |
| --- |
| Higashi-Kanagawa • Ōguchi • Kikuna • Shin-Yokohama • Kozukue • Kamoi • Nakayama • Tōkaichiba • Nagatsuta • Naruse • Machida • Kobuchi • Fuchinobe • Yabe • Sagamihara • Hashimoto • Aihara • Hachiōji-Minamino • Katakura • Hachiōji |

| Verlauf der Keiō Sagamihara-Linie |
| --- |
| Chōfu • Keiō-Tamagawa • Keiō-Inadazutsumi • Keiō-Yomiuri-Land • Inagi • Wakabadai • Keiō-Nagayama • Tama-Center • Keiō-Horinouchi • Minami-Ōsawa • Tamasakai • Hashimoto |

## Geschichte
Die private Bahngesellschaft Yokohama Tetsudō eröffnete den Bahnhof am 23. September 1908, zusammen mit der gesamten Yokohama-Linie zwischen Higashi-Kanagawa und Hachiōji. Gemäß dem ursprünglichen Projekt war hier eigentlich kein Halt vorgesehen, doch fügten ihn die Planer nach einer Petition von Anwohnern hinzu. Das Eisenbahnamt (das spätere Eisenbahnministerium) leaste die Strecke am 1. April 1910 und übernahm sie am 1. Oktober 1917 ganz. Der Bahnhof entwickelte sich zu einem Verkehrsknotenpunkt, als die Sagami Tetsudō am 29. April 1931 den Streckenabschnitt Atsugi–Hashimoto der Sagami-Linie in Betrieb nahm. Am 1. Juni 1944 gelangte auch die Sagami-Linie in Staatsbesitz.
1980 ersetzte die Japanische Staatsbahn das Empfangsgebäude durch den heute noch bestehenden Neubau. Am 1. Februar 1984 stellte sie den Güterumschlag ein, einen Monat später folgte die Stilllegung des nördlich des Bahnhofs gelegenen Betriebswerks. Im Rahmen der Staatsbahnprivatisierung ging der Bahnhof am 1. April 1987 in den Besitz der neuen Gesellschaft JR East über. Die Keiō Dentetsu verlängerte die Keiō Sagamihara-Linie am 30. März 1990 von Tama-Center bis hierhin, womit sie nun auch den westlichen Teil der Tama New Town erschloss und eine direkte Verbindung nach Shinjuku ermöglichte.
In naher Zukunft wird die Bedeutung als Verkehrsknotenpunkt weiter zunehmen, denn unter Hashimoto entsteht ein Bahnhof an der im Bau befindlichen Schnellfahrstrecke Chūō-Shinkansen von Shinagawa nach Nagoya. Bauarbeiten auf einer Brache unmittelbar südlich des Bahnhofs, auf dem früheren Gelände eines Gymnasiums, begannen im November 2019. Die Inbetriebnahme ist im Jahr 2027 vorgesehen.